# Nephthea debilis
Nephthea debilis är en korallart som beskrevs av Kükenthal 1895. Nephthea debilis ingår i släktet Nephthea och familjen Nephtheidae. Inga underarter finns listade i Catalogue of Life.